# Renato Vallanzasca

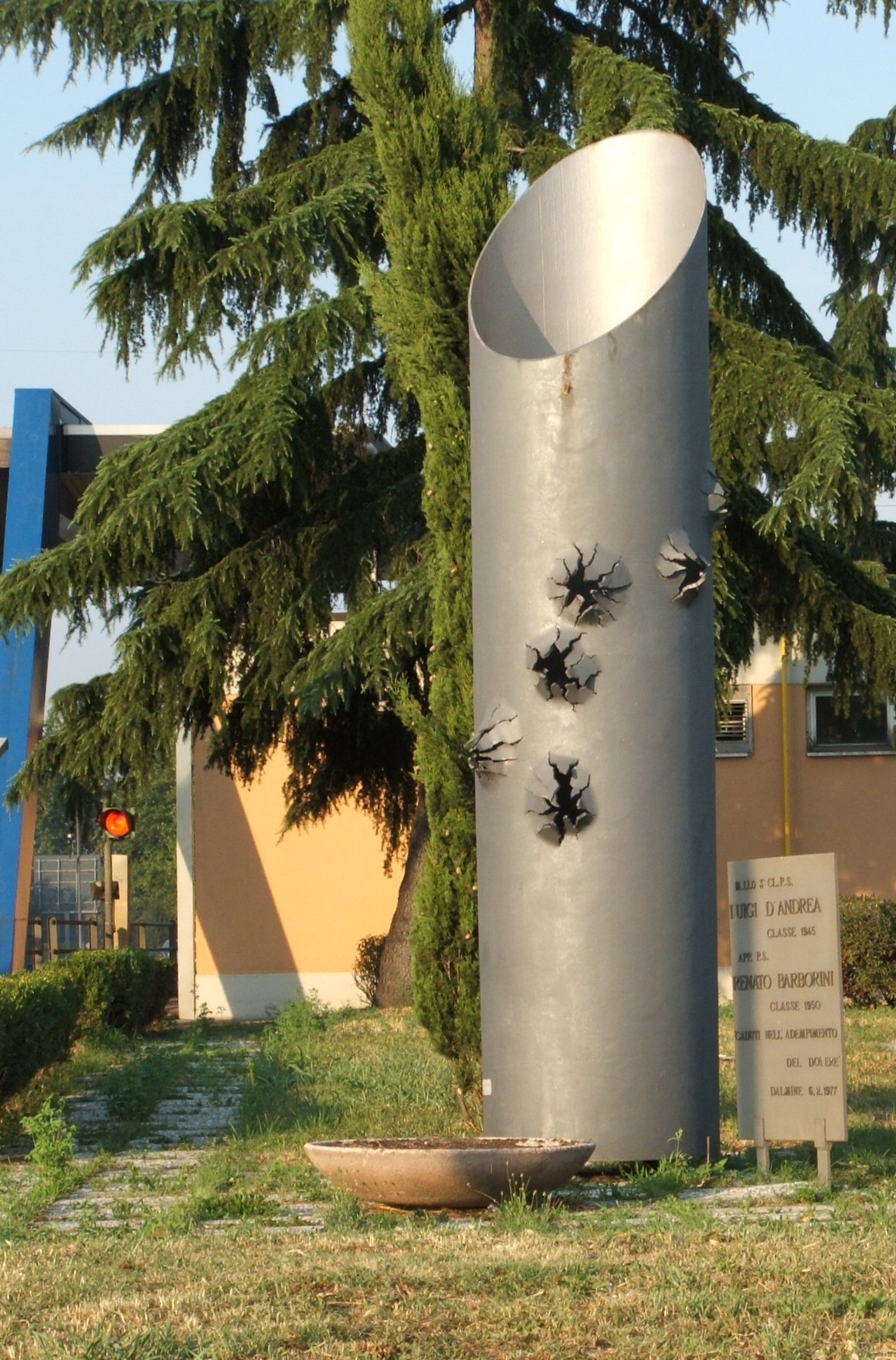
Le monument à la mémoire des deux policiers tués le 2 février 1977 au poste de péage de Dalmine.

Renato Vallanzasca, né le 4 mai 1950 à Milan, est un criminel italien surnommé « il fiore del male » (la fleur du mal).
À compter des années 1960, il est responsable de nombreux vols, hold-up, homicides et évasions. Renato Vallanzasca est une première fois arrêté le 14 février 1972 pour vol à main armée. Il s'évade en juillet 1976. Il devient kidnappeur en voulant offrir « la belle vie » à ceux qu'il enlève, marquant son entrée progressive dans le grand banditisme. Il est finalement capturé le 15 février 1977. Le 28 avril 1977, il s'évade une nouvelle fois de la prison de Milan mais il est immédiatement arrêté. Sa dernière évasion remonte au 18 juillet 1987 et il est repris le 7 août 1987.
Malgré un lourd passif, son charisme et son humour ont défrayé la chronique, lui conférant même l'admiration à la limite du malsain des foules. Il purge actuellement une peine de quatre perpétuités et 290 années de réclusion.

## Biographie
Son histoire est atypique mais pourtant symptomatique des années de plomb à Milan et du fonctionnement de la justice italienne.

### Enfance
Renato Vallanzasca est né à Milan, dans le quartier Lambrate, où sa mère possédait une boutique de vêtements. Il a reçu le nom de famille de sa mère car son père biologique, Osvaldo Pistoia, était déjà marié à une autre femme, avec laquelle il avait trois enfants.
Renato tombe très tôt dans la délinquance et commet plusieurs délits mineurs dès son enfance. Sa première arrestation a lieu alors qu'il n'a que huit ans : avec un ami d'enfance, il libère un tigre d'un cirque itinérant qui s'était installé près de sa maison. Il est appréhendé le jour suivant et envoyé au centre de détention Cesare Beccaria. À la suite de cet acte, il est placé sous la surveillance de sa « tante » Rosa, la première femme de son père, à l'adresse via degli Apuli dans le quartier Giambellino-Lorenteggio (en) à la périphérie sud de Milan, quasiment de l'autre côté de la ville.

### Banda della Comasina
C'est à cette époque qu'il crée sa première bande, rassemblant d'autres enfants impliqués dans des vols et vols à l'étalage. Malgré son jeune âge, Vallanzasca est déjà un criminel, chef de bande. Il commence à se faire un nom dans la Ligera (it), la pègre milanaise, et coopère rapidement avec plusieurs de ses membres. Cependant, les règles et le « code » de cette vieille organisation criminelle lui répugnent et il décide de monter son propre réseau criminel, la Banda della Comasina, qui devient très vite la bande la plus puissante et féroce de Milan pendant ces années. La Banda della Comasina est une rivale importante et ennemie de la bande dirigée par Francis Turatello (en).
En peu de temps, Vallanzasca amasse beaucoup d'argent grâce aux vols perpétrés par sa bande et commence à mener une vie extravagante : il porte des vêtements de haute couture, conduit des voitures de luxe et se laisse généralement voir en compagnie de belles femmes. Son apparence lui vaut le surnom « il bel Renè » (« le beau René »), surnom qu'il déteste.

### Première arrestation et évasion
Sa carrière prospère de criminel est interrompue pour la première fois en 1972 quand, dix jours après le braquage d'un supermarché, il est arrêté par des hommes de la brigade volante de Milan, dirigée à cette époque par Achille Serra (it).
En 1973, sa petite amie Ripalta Pioggia donne naissance à leur fils, Massimiliano Domenico.
Après son arrestation, Vallanzasca est déclaré coupable et envoyé à la prison de San Vittore. Durant les quatre ans et demi de son incarcération, il tente plusieurs fois de s'évader, sans succès. Il prend également part à de nombreuses bagarres et participe activement à plusieurs révoltes dans la prison. Pour cette raison, il est transféré dans 36 prisons différentes pendant cette période. Il réussit finalement à s'échapper en contractant volontairement une hépatite, avalant des œufs pourris, s'injectant de l'urine dans les veines et inhalant du propane gazeux. Il est transféré à l'hôpital et prend la fuite avec l'aide d'un policier complaisant.

### Vie de fugitif
Après son évasion du 25 juillet 1976, Vallanzasca retrouve la liberté. Il a toujours besoin d'argent rapidement, car il souhaite passer du temps auprès de sa compagne Ripalta et de leur fils Massimiliano ; il reste environ un mois avec eux, entre Sorrente et Cilento, avant de retourner se cacher à Milan.
Après avoir quitté sa famille, Vallanzasca réassemble sa bande et commence une nouvelle série de vols, soixante-dix au total. Ces vols causent la mort de quatre policiers, d'un docteur et d'un employé de banque. Il commet également quatre enlèvements contre rançons, dont deux n'ont jamais été reportés à la police. Une des victimes de la bande est Emanuela Trapani, la fille d'un riche homme d'affaires de Milan, qui est restée captive pendant un mois et demi, entre décembre 1976 et janvier 1977, puis relâchée après paiement de la rançon d'un milliard de lires. Cet épisode est suivi par le meurtre de deux policiers de la route au poste de péage de Dalmine le 6 février 1977, Luigi D'Andrea (it) et Renato Barborini, qui avaient fait arrêter sa voiture pour un simple contrôle. Vallanzasca prend la fuite et quitte Milan pour aller à Rome, où il est finalement repris peu de jours après, le 15 février 1977. Il n'a alors pas encore 27 ans.

### Retour en prison
En 1979, après son retour en prison, Vallanzasca épouse sa nouvelle compagne, Giuliana Brusa. Son ancien ennemi, le chef de bande milanais Francis Turatello, y prend part en tant que témoin, scellant ainsi une alliance temporaire entre les deux hommes. Celui-ci est assassiné le 17 août 1981 par le camorrista napolitain Pasquale Barra (en) dans la prison de haute sécurité Bad'e Carros de Nuoro en Sardaigne, en même temps que Vincenzo Andraus et Antonino Faro, deux mafieux siciliens de Catane. Le coup avait été ordonné par Raffaele Cutolo, chef de la Nuova Camorra Organizzata.
Le 28 avril 1980, Vallanzasca tente à nouveau de s'enfuir de la prison San Vittore de Milan. Lors de la promenade, un groupe de prisonniers mettent la main sur trois pistolets et réussissent à sortir en prenant un brigadiere comme otage, Romano Saccoccio. Des échanges de tirs de feu s'ensuivent dans les rues de Milan, qui se poursuivent dans les tunnels du métro. Blessé, Vallanzasca est finalement arrêté avec neuf autres compagnons de cavale.

### Émeute de la prison de Novara
À la prison de Novara, en 1981, il participe à la mise en œuvre d'une révolte, qui coûte la vie à plusieurs repentis ayant collaboré avec la justice italienne. Parmi eux, un ancien membre de sa bande, Massimo Loi. D'après Achille Serra, le jeune homme, au début de la vingtaine, avait décidé d'abandonner la voie du crime et de commencer une nouvelle vie légitime. Cependant, Vallanzasca, armé d'un couteau et supporté par la foule de la prison, ne voulait pas lui permettre de quitter la prison indemne. Loi est acculé dans sa cellule, seul et sans arme. Aidé par les autres, Vallanzasca le poignarde à plusieurs reprises à la poitrine, commet d'autres atrocités sur son corps mutilé, puis le décapite. Au cours d'une entrevue le 2 avril 2006, il nie avec véhémence toute responsabilité pour le meurtre de Loi.

### Tentatives d'évasion suivantes
Condamné à une lourde peine de prison, Vallanzasca réussit à déjouer les officiers de police et s'évade le 18 juillet 1987 par le hublot du ferry qui le transporte vers Asinara en Sardaigne. Il est arrêté à un poste de contrôle de la circulation moins de trois semaines plus tard, alors qu'il tente de rejoindre Trieste.[réf. nécessaire] Après son retour en prison, il essaye à nouveau de s'échapper en 1995, cette fois depuis la prison de Nuoro. Pour cette tentative d'évasion, il est accusé et suspecté d'avoir été aidé par son avocate, avec qui il avait des liens étroits. Son père, Osvaldo Pistoia, décède le 10 janvier de l'année suivante, à l'âge de 95 ans. Vallanzasca est incarcéré dans la prison à sécurité maximale de Voghera depuis 1999. Après son arrestation, il place son filleul Nodaro (Nono) Chkheidze à la tête de sa bande. Celui-ci vit en Géorgie et dirige la bande depuis Tbilissi. Il visite « Renatinio », comme il le nomme, fréquemment en prison afin de recevoir ses conseils. Nodaro semble être la seule personne en qui Renato ait confiance.[réf. nécessaire]

### AuXXIesiècle
Au début de mai 2005, après avoir reçu une autorisation spéciale pour une visite de trois heures de sa mère âgée, il émet une demande de grâce par lettre au ministère de la justice et au magistrat de surveillance de Pavie. Le 15 juillet 2007, sa mère écrit au président italien Giorgio Napolitano et au ministre de la justice Clemente Mastella afin de réclamer la clémence pour son fils. Le 15 septembre 2007, Vallanzasca est notifié par le chef d'état que toutes les requêtes de clémence ont été refusées. Il poursuit sa sentence à la prison Opera de Milan.
En mai 2008, Renato est autorisé à épouser Antonella D'Agostino, au départ une amie qu'il connaît depuis son adolescence et qui a régulièrement correspondu avec lui pendant ses années d'incarcération.
Au début de mars 2010, il lui est donné l'autorisation de sortir de prison pendant la journée afin d'exercer une activité professionnelle. Il quitte sa cellule tous les jours à 07:30 et y retourne à 19:00.
Sa mère décède le 8 février 2011 à l'âge de 94 ans.

## Dans la culture populaire
- En 1977, Renato Vallanzasca a réalisé un film intitulé La banda Vallanzasca (it), dirigé par Mario Bianchi[11].
- En 2005, la pièce de théâtre Settanta Vallanzasca de Domenico Ferrari et Alessandro Pozzetti est présentée, basée sur sa vie[12].
- Il a inspiré le nom d'un groupe italien de ska, Vallanzaska (it).
- En 2007, un documentaire télévisé relatant sa vie est réalisé pour l'émission La Storia siamo noi de la Rai Storia[13].
- Le film L'Ange du mal de Michele Placido est sorti en 2010. Kim Rossi Stuart y joue le rôle de Vallanzasca[14].

## Déréférencement de la part de Google
Fin juillet 2014, l'article Wikipédia en italien a fait l'objet d'une procédure de déréférencement de la part de Google dans les pages présentées, au nom du « droit à l'oubli »,. Cet article fait partie des deux articles de Wikipédia de langue italienne ayant fait l'objet d'une telle procédure, sur les sept articles déréférencés en juillet 2014.